# قرية مجمع آل حيان
قرية مجمع آل حيان موقع أثري يظهر فيه رسومات ونقوش قديمة، تقع القرية في منطقة عسير جنوب المملكة العربية السعودية.

## وصف الموقع
الموقع عبارة عن صخرة كبيرة مرتفعة جداً عليها رسوم تمثل معركة حربية تظهر فيها الخيول وعلى ظهورها الفرسان الذين يحمل كل منهم رمحاً قصيراً في يده، وتنتشر حول هذه الصخرة أحجار متناثرة تحمل رسومًا آدمية وحيوانية. وإلى الشمال الشرقي من الموقع على بعد كيلومترين منه توجد صخور متفرقة أخرى عليها نقوش مختلفة من أهمها تلك المعروفة باسم ( صخور آل مانع ) التي تصور قافلة يظهر فيها الهودج.